# Ernia
Ernia, seudónimo de Matteo Professione (Milán, 29 de noviembre de 1993), es un rapero italiano.

## Biografía
Nacido en Milán, Ernia es bisnieto de inmigrantes: su bisabuelo paterno era suizo alemán, mientras que su bisabuelo materno era un éxodo de Rovinj originario de Montenegro. Criado en el barrio QT8 de Milán (un barrio que el propio artista menciona varias veces en sus canciones), se acercó al mundo del hip hop sobre todo gracias a su amigo de la infancia Tedua, con quien creció durante la preadolescencia. Ernia pasó luego a formar parte de la Familia Bonola y de Razza a Parte, colectivos del cercano barrio de Bonola.
Tras su experiencia musical con Troupe D'Elite, que finalizó en 2014, Ernia, por aquel entonces matriculado en la facultad universitaria de Lenguas Modernas, abandonó sus estudios, y tras un breve periodo como camarero se trasladó a Londres, donde residió durante cinco meses. A esto le siguió un primer regreso a Milán, donde trabajó en el Instituto Europeo de Oncología, luego una estancia en Francia y su regreso definitivo a Italia.

Paralelamente a la reanudación de su carrera musical, fechada en 2016, Professione se matriculó de nuevo en la universidad, siempre en la Facultad de Idiomas.

### 2011-2014: Primeros años
En 2011, junto a Ghali (en aquel momento Ghali Foh), la cantante Maite Zoe Dall'Asen (Maite) y el productor Fawzi (Fonzi Beat), participó bajo el seudónimo de ErNyah en la formación de Troupe D'Elite, pronto fichado por Gué Pequeno para Tanta Roba, sello fundado ese mismo año por Fini junto a DJ Harsh.
En 2012 Troupe D'Elite lanzó el EP homónimo (con la colaboración de Don Joe), pero este último fue recibido negativamente por los críticos. Al año siguiente el grupo participó en el casting del talent show Amici di Maria De Filippi, sin lograr éxito. Mientras tanto, con la colaboración de Ghali, Maite, Sfera Ebbasta y otros artistas emergentes, ErNyah publica el mixtape en solitario NGRB, comisariado por Charlie Charles.
Tras un desacuerdo con DJ Harsh, en 2014 Troupe D'Elite rescindió su contrato con Tanta Roba y lanzó el álbum Il mio giorno migliore como artistas independientes, disponible para descarga gratuita en la plataforma Honiro; Sin embargo, unos meses después, el grupo se disolvió.

### 2016-2017:Come uccidere un usignolo
Reanudó su carrera de rapero en solitario en 2016 y después de varios sencillos bajo el sello Thaurus –entre ellos Fenomeno, en colaboración con Izi y Moses Sangare – en septiembre lanzó el EP No Hooks, compuesto por cuatro canciones y caracterizado, como sugiere el título, por la ausencia total de estribillos.
El 2 de junio de 2017 se lanzó el primer álbum de estudio Come uccidere un usignolo, compuesto por ocho canciones; El título hace referencia a la novela Matar a un ruiseñor (originalmente titulada Matar a un ruiseñor), en la que un peón de campo negro es condenado injustamente; Esto es una comparación con los insultos gratuitos y el odio dirigido hacia la Troupe D'Élite. El álbum fue certificado platino por la Federación de la Industria Musical Italiana, al igual que la canción Bella, mientras que Madonna, en colaboración con Rkomi, fue certificada oro. Entre otras canciones, en este álbum de Ernia se ha prestado especial atención a Amici, que trata de su problemática infancia junto a Tedua; En una entrevista con Rolling Stone Italia, Ernia declaró: «Traté de construir una narrativa similar a Stand by Me de Stephen King: una historia de chicos que se enfrentan a algo mucho más grande que ellos, pero que lo experimentan con un dejo de inconsciencia debido a su edad».
El 3 de noviembre de 2017 fue el turno de Come uccidere un usignolo/67, una reedición del álbum debut con el añadido de un segundo disco, concebido por el artista como el «segundo capítulo de la saga» y titulado 67 (en alusión al título de 68, el álbum que le seguiría al año siguiente). El álbum doble, compuesto por dieciséis temas, vio la incorporación de colaboraciones con Gué Pequeno y Mecna, respectivamente en las canciones Disgusting y Tradimento (il traditore). Entre los primeros puestos de las listas de álbumes FIMI, el álbum confirma una buena recepción por parte de los críticos, mientras que Disgusting en sí está certificado como oro.

### 2018-2021:68yGemelli

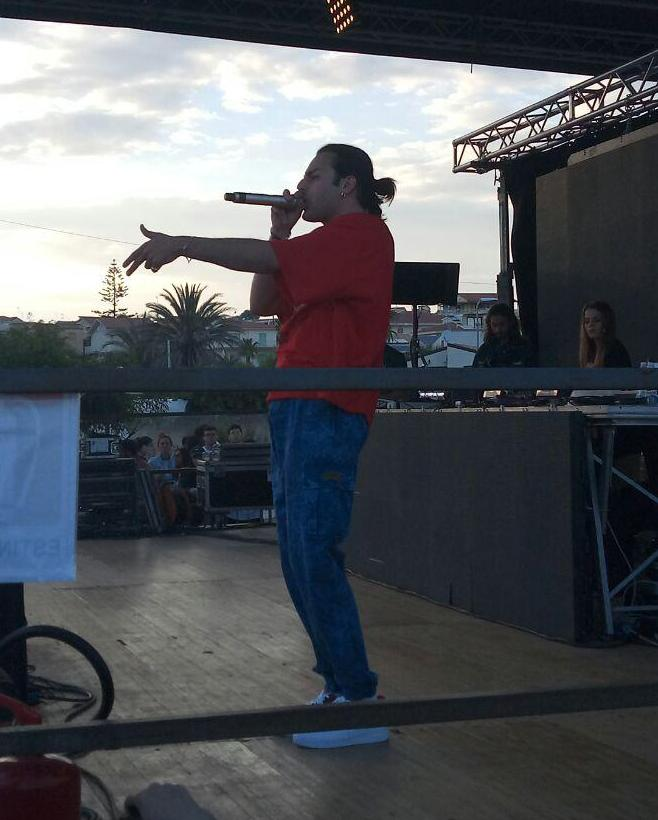
Ernia en concierto en 2019

El 9 de febrero de 2018, Ernia lanzó la canción La pelle del puma, un anuncio/homenaje a la asociación entre Milan y Puma. Precedido por los vídeos de las canciones Domani y Simba, el segundo álbum 68 fue lanzado el 7 de septiembre de 2018 a través de Island Records. El álbum consta de doce temas, producidos por Marz y Shablo, incluido el sencillo del mismo nombre . El nombre del álbum es el mismo que el del único autobús que pasa por Bonola, en las afueras de QT8. La portada del álbum es una referencia a la foto de portada de la edición de enero de 1950 de la revista estadounidense Vogue, tomada por Erwin Blumenfeld. El 7 de marzo de 2019, con motivo de la última fecha del 68 Tour en el Alcatraz de Milán, Ernia anunció el lanzamiento de la reedición del álbum, llamado 68 (Till the End); Lanzada el 5 de abril, la nueva edición incluye un segundo CD con siete temas, incluido el sencillo principal Certi giorni, realizado en colaboración con Nitro.
El 19 de junio de 2020 se lanzó el tercer álbum de estudio Gemelli, cuyo título representa «dos caras muy similares pero que pueden tener características muy diferentes». El álbum también viene acompañado del single Superclassico, lanzado el mismo día. El álbum alcanzó la cima del FIMI Album Chart,  siendo certificado doble platino;  el único sencillo, Superclassico, alcanzó la cima del Top Singles, y las más de 350 000 unidades equivalentes a álbumes le valieron un disco de platino quíntuple. 
La reedición del álbum, titulado Gemelli (ascendente Milano) y que contiene seis canciones inéditas, incluido el sencillo Di notte con Sfera Ebbasta y Carl Brave, se lanzó el 20 de mayo de 2021.

### 2022-presente:Io non ho paura
El 26 de octubre de 2022, Ernia anunció su regreso discográfico a través de sus canales de redes sociales con su cuarto álbum de estudio Io non ho paura, lanzado el 18 de noviembre. En el periodo anterior a su lanzamiento se exhibieron en varias ciudades italianas carteles publicitarios con la frase "¿Tienes miedo de lo nuevo? Deberías". El 10 de noviembre se lanzará a través de Esse Magazine el documental basado en el álbum, donde Ernia y varios productores hablan sobre el nacimiento del álbum y el concepto, así como los diversos artistas invitados, entre ellos Rkomi, Gaia, Marco Mengoni y Salmo. Al mismo tiempo que se lanzó el álbum, se lanzó el primer sencillo Bella fregatura.
El 26 de mayo de 2023, en colaboración con Bresh y Fabri Fibra, lanzó el sencillo Parafulmini, y participó en el álbum de Kid Yugi Tutti i nomi del diavolo, lanzado el 1 de marzo de 2024, con el tema Nemico.

## Vida privada
Desde 2019 se le vincula sentimentalmente con la modelo e influencer Valentina Cabassi, con quien anunció el 8 de febrero de 2025 que estaba esperando una hija.

## Estilo y influencias musicales
Ernia ha hablado a menudo de su afecto hacia diversos textos literarios, citando a autores como Samuel Taylor Coleridge, Charles Baudelaire, Ernest Hemingway, Harper Lee y Stephen King. El álbum 68 también presenta sonidos inspirados en el jazz y el R&B. En varias ocasiones se ha declarado fan desde su juventud de artistas y colectivos italianos como Caparezza,  Club Dogo, Mondo Marcio,  Fabri Fibra y Fabrizio De André, sin olvidar a exponentes del hip hop estadounidense como 50 Cent,  Kendrick Lamar y G-Unit. 

## Discografía

### Como solista

#### Álbumes de estudio
- 2017 – Come uccidere un usignolo
- 2018 – 68
- 2020 – Gemelli
- 2022 – Io non ho paura

### Con la Troupe D'Elite

#### Álbumes de estudio
2014 – Il mio giorno preferito

#### EP
- 2012 – Troupe D'Elite EP

## Filmografía

### Actor

#### Cine
- Autumn Beat, dirigida por Antonio Dikele Distefano (2022)